# Bernabrunnen

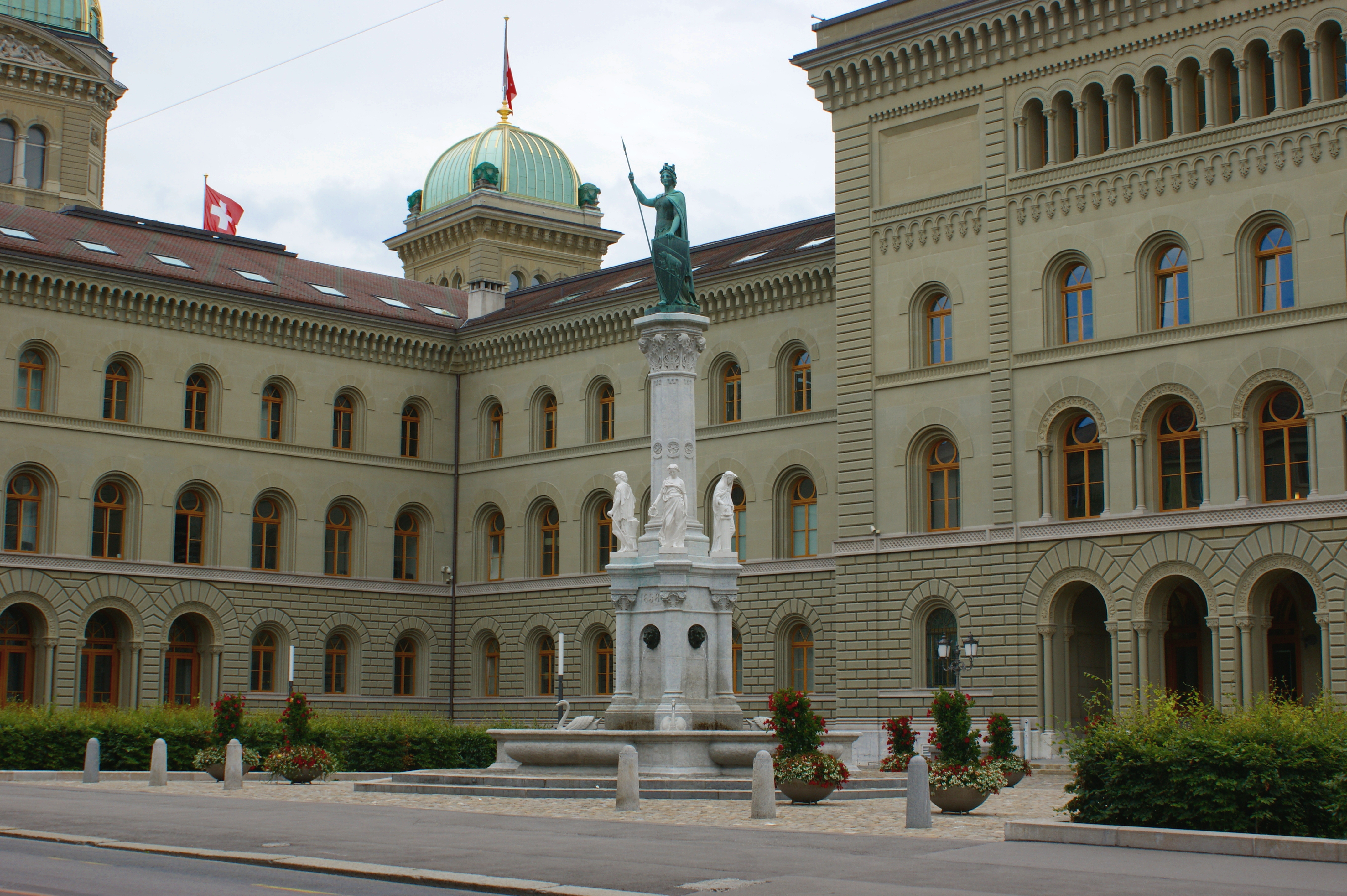
Die Brunnenfiguer hält einen Schild mit dem Bernerwappen in der Hand

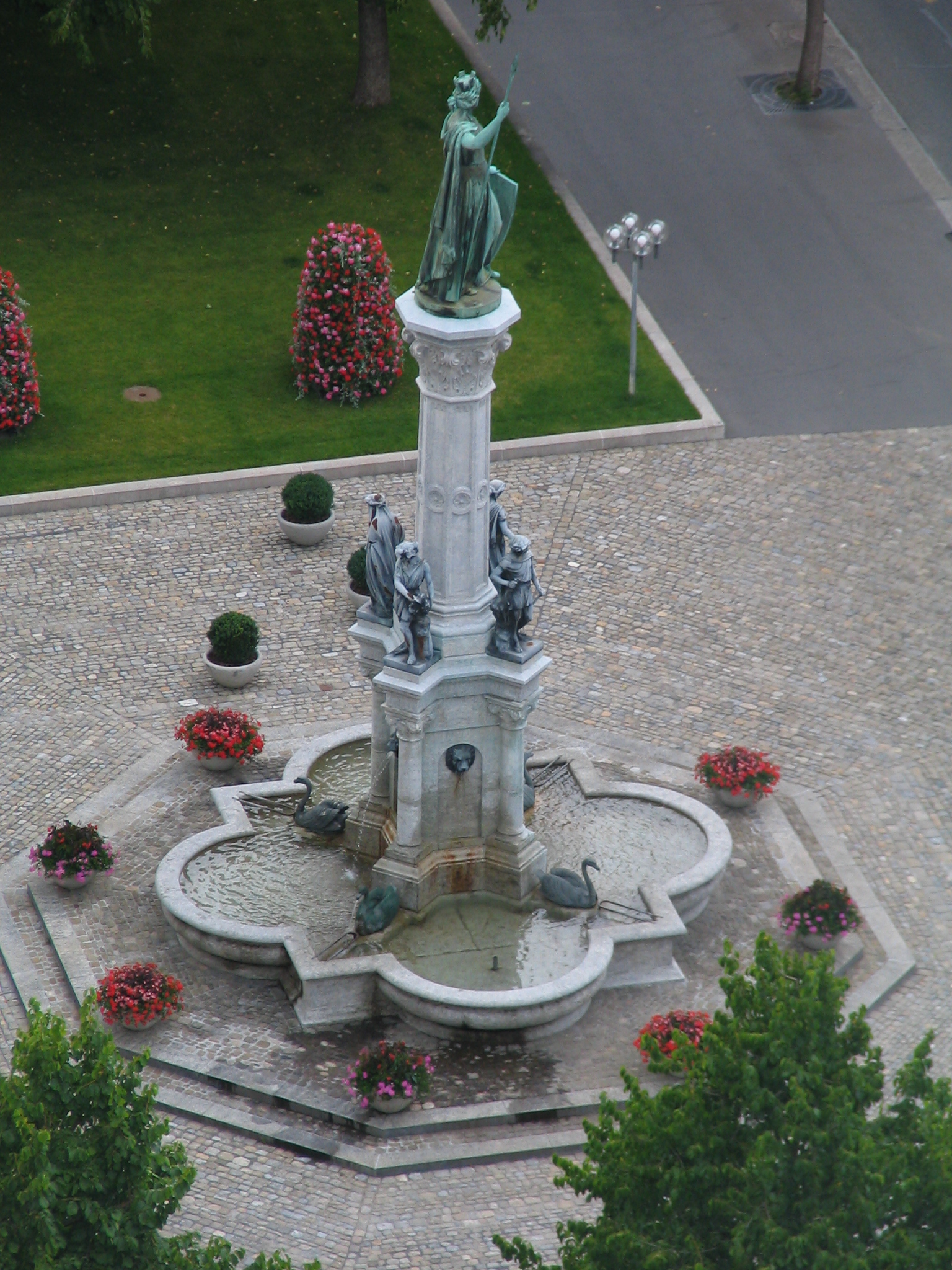
Der Brunnen 2011

Der Bernabrunnen ist ein Brunnen in Bern. Er befindet sich unmittelbar südlich der Bundesgasse, im Innenhof des Westflügels des Bundeshauses. Der Brunnen wurde 1858 aufgestellt und 1863 mit einer Statue versehen, welche die Berna, eine Frauengestalt als Personifikation der Stadt und des Kantons Bern, darstellt.

## Geschichte

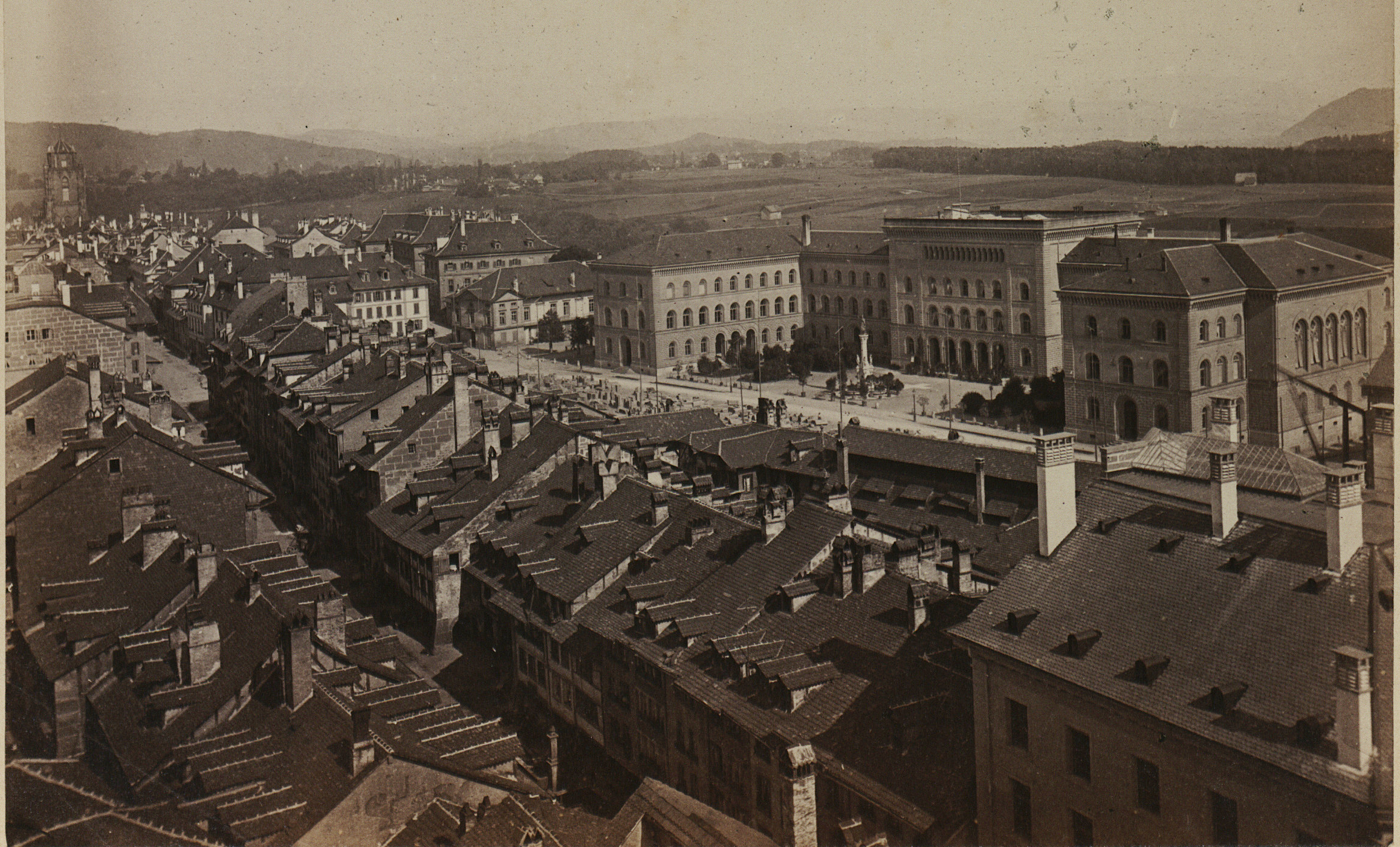
Eine frühe Fotografie (1863/64) vor dem Bundes-Rathaus, gesehen vom Christoffelturm

Von 1852 bis 1857 entstand unter der Leitung des Architekten Jakob Friedrich Studer das «Bundes-Rathaus», der heutige Westflügel des Bundeshauses, der die Räumlichkeiten von Parlament, Regierung und Bundesverwaltung enthielt. 1856 beschloss der Berner Gemeinderat, den Innenhof mit einem Brunnen zu verzieren. Über die Gestaltung des Standbilds war man sich noch nicht einig und vertagte die Entscheidung. Zwei Jahre später schuf der niederländische Bildhauer Joseph Hubert Verbunt den Brunnen.
Als erster regte Johannes Leeb an, den Brunnen mit der Figur der Berna zu krönen. Der Gemeinderat griff nach langem Zögern diesen Vorschlag auf und veranstaltete einen Gestaltungswettbewerb. Der erste Preis ging an Albert Walch, dessen Entwurf jedoch nicht zu befriedigen vermochte. Aus diesem Grund erhielt der Zweitplatzierte Raphael Christen im Mai 1858 den Auftrag. Das Gipsmodell war 1860 vollendet, doch herrschte in Fachkreisen Uneinigkeit darüber, ob die Statue direkt auf dem Brunnensockel oder auf einer Säule platziert werden sollte. Eine Fotomontage (damals eine neuartige Errungenschaft) schuf Klarheit und zeigte, dass die Statue auf einer Säule durchaus die Proportionen wahrte.

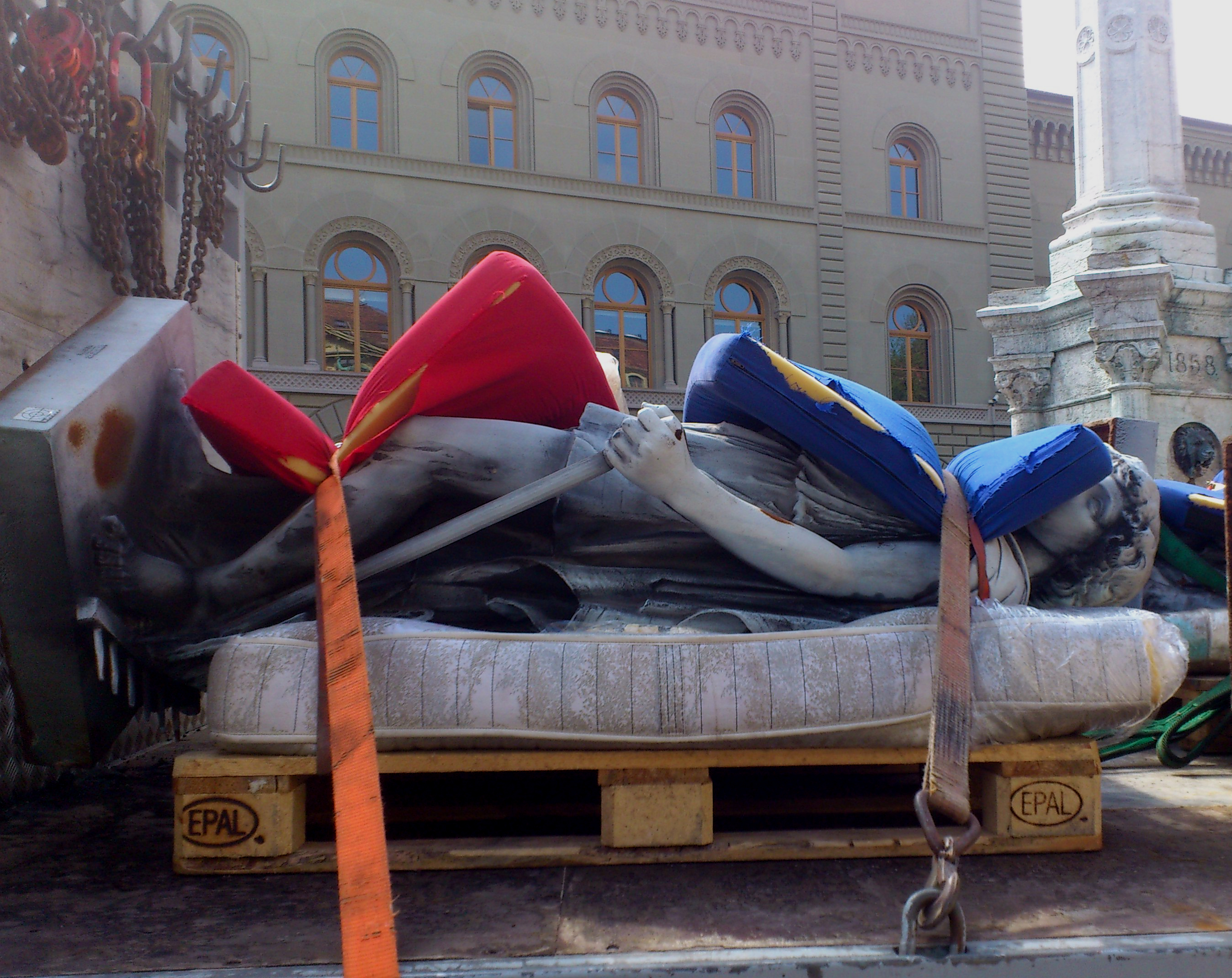
Eine der vier kleinen Brunnenfiguren wird für die Restaurierung abtransportiert (2016)

Der Gemeinderat entschied, die Statue als Bronzeguss ausführen zu lassen. Das Gipsmodell wurde im Oktober 1861 mit der Eisenbahn nach München zur Königlichen Erzgiesserei transportiert. Der Guss war im Mai 1863 vollendet. Die offizielle Enthüllung fand am 23. September 1863 statt, wobei Gemeindepräsident Friedrich Ludwig Effinger und Bundespräsident Constant Fornerod Ansprachen hielten.
Im Verlauf des Jahres 2016 wurde der Brunnen in Etappen restauriert und die Brunnenfiguren zeitweise entfernt.

## Gestaltung
Der Sockel des Brunnens, der mit Löwenköpfen und der Jahreszahl 1858 verziert ist, symbolisiert das Gotthardmassiv. Aus vier Schwanenhälsen ergiesst sich das Wasser in das Becken, das die Form eines Schweizerkreuzes aufweist. Die Wasserstrahlen können als die im Gotthardmassiv entspringenden Flüsse Rhone, Rhein, Reuss und Ticino gedeutet werden. Auf dem Sockel stehen vier weiss gestrichene, allegorische Bronzeplastiken, welche die Jahreszeiten darstellen.
Über dem Sockel erhebt sich eine Säule. Auf deren Postament steht eine Bronzefigur der Berna, eine weibliche Personifikation der Stadt und des Kantons. Die Figur ist in einen Umhang gehüllt und trägt eine Mauerkrone. Sie hält eine Lanze in der rechten und einen Schild mit dem Wappen Berns in der linken Hand. In der Literatur wird immer wieder erwähnt, die Gesichtszüge seien jene von Hermine Kern, der Tochter eines damaligen Vizekanzlers oder eines Bundesweibels. 1894 erklärte jedoch "ein genauer Kenner des verstorbenen Bildhauers Christen", dies sei eine Fabel, der Künstler habe sich "eines in ganz gewöhnlichen Verhältnissen lebenden Modells" bedient.